# Unité d'incinération des ordures ménagères d'Arrabloy
L’unité d'incinération des ordures ménagères d'Arrabloy est un incinérateur de déchets situé dans la commune associée d'Arrabloy (Gien), dans le département du Loiret, en région Centre-Val de Loire.
En 2014, l'usine d'incinération, gérée par une filiale d’Électricité de France, est l'une des quatre présentes dans le Loiret avec celles d'Amilly, Saran et Pithiviers ; elle a traité 64 667 tonnes de déchets.

## Géographie
L'usine est situé sur le territoire de la commune associée d'Arrabloy, au Nord-Est de Gien, le long de la route départementale 122, à proximité de l'autoroute A77.

## Histoire
Le 8 juillet 1994, le syndicat mixte central de traitement des déchets des régions de Gien et Châteauneuf-sur-Loire signe un accord pour la construction d'une usine d'incinération avec une société d'ingénierie, Serete Industries, et une filiale du groupe allemand Hölter-ABT experte dans la technique du four à lit fluidisé rotatif,.
La construction de l'usine et les premiers essais sont réalisés entre le 26 juillet 1994 et le 12 mars 1998. L'usine entre dans sa phase de fonctionnement industriel le 10 décembre 1998.
La société Cideme, filiale du groupe Bouygues, est chargée de l'exploitation de l'usine.
Le 20 février 2003, une filiale à 51 % d'Électricité de France, le groupe TIRU (traitement industriel des résidus urbains), prend en charge l’exploitation de l’usine en rachetant la société Cideme,.
En janvier 2005, des pics de pollution significatifs concernant plusieurs types de polluants (monoxyde de carbone, acide chlorhydrique et dioxine) sont détectés.
Au cours de la 12e législature, les dysfonctionnements de l'usine font l'objet d'une question du sénateur du Loiret Jean-Pierre Sueur le 30 juin 2005.
La ligne n°1 de l'usine d'incinération est arrêtée le 28 décembre 2005 après constatation du non-respect des normes européennes en matière d'émission de particules toxiques.
Le 25 juillet 2006, la commission locale d’information et de surveillance prend la décision de remettre en marche la ligne n°1 de l'incinérateur le 28 août 2006.
Plusieurs modernisations de l'usine sont entreprises en 2007 : en avril, un nouveau système de traitement des fumées est mis en service, en septembre, une chaine de préparation des déchets est enclenchée.
En 2009, les oxydes d'azote sont traités par injection d’urée dans les fours.

## Description
L'usine a pour principale fonction la destruction des ordures ménagères. La combustion des déchets permet la production de l'électricité nécessaire au fonctionnement de l'usine ; le surplus est vendu.